# Дыбковский, Владимир Иванович
Владимир Иванович Дыбковский (30.06.1836—1870) — российский врач, доктор медицины, профессор по кафедре фармакологии и общей терапии.

## Биография
Владимир Дыбковский родился в городе Киеве 30 июня 1836 году; происходил из зажиточной дворянской семьи. Отец - католик, штабс-капитан в отставке, чиновник 12-го класса Иван Иванович Дыбковский. Мать - Мария Григорьевна Котляревская, дочь купца Григория Ивановича Котляревского и Варвары Федоровны (урожд. Гудим-Левкович). Сестра Лидия - жена доктора медицины Василия Васильевича Липского. Племянница Лидия Васильевна Липская - жена присяжного поверенного Дмитрия Николаевича Григоровича-Барского.
Первоначальное образование Дыбковский получил во Второй Киевской гимназии и в 1853 году поступил в Императорский Киевский университет на медицинский факультет. В 1858 году Дыбковский окончил курс cum eximia laude
Был определён батальонным врачом в Полтавский 30-й пехотный полк, но в этом же году был переведён в Петербургский сухопутный клинический госпиталь, чтобы иметь возможность готовиться к докторскому экзамену и писать диссертацию. В 1861 г. Дыбковский блестяще защитил диссертацию под заглавием: «О ядах, специфически действующих на сердце», и конференцией медико-хирургической академии был удостоен степени доктора медицины.
До 1864 года Дыбковский служил по военному ведомству и, несмотря на частые командировки и другие административные обязанности, соединённые со званием военного врача, он находил время и для научных занятий. В 1863 году Дыбковский напечатал свою работу в военно-медицинском журнале: «О рефлексах чувствительных нервов на сосудодвигательные мягкой оболочки мозга» — труд, признанный ценным вкладом в физиологическую науку.
Когда министр народного просвещения, А. В. Головин, предложил факультетам университетов рекомендовать молодых учёных для командировки за границу с научною целью, в числе таковых рекомендован был и Дыбковский профессором Вальтером, как человек безусловно талантливый, который оправдает возлагаемые на него надежды, так как, находясь в самых неблагоприятных условиях, он не бросал научных занятий.
В 1864 году по ходатайству Киевского университета Дыбковский был перемещён на службу по министерству народного просвещения Российской империи и в этом же году был послан за границу для приготовлений к кафедре физиологии и физиологической химии. Профессор же Вальтер со своей стороны советовал Дыбковскому заняться также и фармакологией, как предметом, по которому почти не имелось опытных профессоров. За границей Дыбковский работал у профессоров Людвига и Гупперта в Лейпциге и Фика в Цюрихе.
В 1867 году Дыбковский возвратился в Россию и после устного и письменного конкурса получил место прозектора при кафедре физиологии. С этого времени начинается его научно-педагогическая деятельность; он объявил необязательный курс по отделу специальной физиологии «об общих свойствах нервных стволов» и читал его в продолжении только одного семестра, так как в 1868 году кафедра фармакологии сделалась вакантною и Дыбковский был представлен профессорами Покровским и Томсою в кандидаты на эту кафедру. Совет профессоров, рассмотрев учёные труды Дыбковского и ознакомившись с его педагогическими способностями, предоставил ему кафедру, и во второй половине 1868 года он уже начал читать лекции. С первой уже лекции Дыбковский имел многочисленную аудиторию, так как читал фармакологию на совершенно новых началах. Дыбковский предлагал своим слушателям особую классификацию громадного фармакологического материала, основываясь главным образом на законах физики, химии и физиологии, и каждое своё слово подтверждал опытом, что в то время являлось нововведением. Все это с одной стороны делало его предмет более живым, а с другой, касаясь предметов, тесно связанных с фармакологией, давало возможность слушателям делать больше обобщений и уяснить себе философию науки.
Став профессором, В. И. Дыбковский задумал издать курс фармакологии со своею классификацией, но смерть помешала ему осуществить своё желание, и курс этот был напечатан только в 1871 году его слушателями Проценко и Штангеевым. Ещё за границею Дыбковский перенёс довольно серьёзную операцию, но здоровья своего не восстановил. Усиленная деятельность плохо отразилась на его организме, и, чувствуя упадок сил, Дыбковский выхлопотал себе вторичную командировку за границу, однако воспользоваться ею не успел. В 1870 году он на лето поехал в своё имение, где слёг окончательно, но, желая лечиться, отправился обратно в Киев и по дороге, в селе Гвоздове, скончался 12 июня 1870 года на 35 году жизни. В последний год своей жизни Дыбковский был секретарём медицинского факультета.